# Erdőkövesd
Erdőkövesd község Heves vármegye Pétervásárai járásában.

## Fekvése
Az ország északkeleti részén, Heves vármegye északi peremén, Pétervására várossal egybeépülve található. Közúton 2305-ös és a 23 113-as út találkozásánál. Eger 34, Salgótarján 30, Ózd 34 km. A szlovák határátkelő (Cered-Tajti /Tachty) 12 km-re van.
Erdőkövesd kis palóc falu (670 lakos) a Tarna-patak jobb partján települt. Észak és kelet felől erdős dombok övezik, biztosítva a jó levegőt, a szép természeti környezetet, a túrázás, lovaglás, vadászat lehetőségét. A falusi turizmus fellendülőben van. A Büdös-kúti-tó erdei pihenője, a dudar-hegyi kék jelzésű turistaút, az erdészház szálláshelye, egy kemencés kocsma és a jó programok a fentieket bizonyítják.

## Története
A település és környéke ősidők óta lakott. Határában, az Őrhegyen késő vaskori edények kerültek felszínre.
Erdőkövesd a 13. század közepén az Ákos nemzetségbeli Erne bán (1248–72) birtoka volt, akitől fia István (1281–1314) országbíró, majd nádor örökölte. 1318-ban István fiainak hűtlensége miatt azonban ősi birtokaikat elveszítették.
1321-ben Széchenyi Tamás bán nyerte adományul a királytól Iváddal és Pétervásárával együtt.
1446-ban városi jellegű település volt és ekkor a Gömör vármegyei Ajnácskő várának a tartozéka, mely ekkor a Pálócziak birtokában volt.
Az 1546. évi adóösszeírás szerint a települést több nemes család is lakta.
1549-es összeírásban hat adóköteles, három elszegényedett és két elhagyott jobbágytelket, valamint két nemesi telket írtak itt össze, 1552-ben pedig 6 portát vettek fel.
1589–1590-ben az egri várba szolgáltatta be a főpapi tizedet, az 1635. évi összeírásban Kövesd néven szerepelt.
1684-ben Légrády István és Báthory László birtoka, 1693-ban pedig Glöcksberg (Glökelsberg) ezredesnek volt itt 22 jobbágytelke, valamint Polgár István, Nemes György, Szucsy Ferencz, Molnár János és Balázs, Bozó György, 1741-ben pedig báró Orczy István birtoka volt.  A 19. század elején báró Orczy Józsefné szül. gróf Pejachevich Francziska és Rottenstein Józsefné, majd özvegy gróf Károlyi Viktorné birtoka volt.
1910-ben 904 lakosából 888 magyar volt. Ebből 893 római katolikus, 9 izraelita volt.
A 20. század elején Heves vármegye Pétervásárai járásához tartozott.

## Közélete

### Polgármesterei
- 1990–1994: Sály László (KDNP)[3]
- 1994–1998: Sály László (KDNP)[4]
- 1998–2002: Földi Gyula (MSZP)[5]
- 2002–2006: Földi Gyula (MSZP)[6]
- 2006–2010: Földi Gyula (MSZP)[7]
- 2010–2014: Gombás Dezsőné (Fidesz–KDNP)[8]
- 2014–2019: Gombás Dezsőné (Fidesz–KDNP)[9]
- 2019–2024: Halla István (független)[10]
- 2024– : Bocsi Csaba (független)[1]

## Népesség
A település népességének változása:
| Lakosok száma | 655  | 665  | 656  | 661  | 631  | 641  | 629  |
|               | 2013 | 2014 | 2015 | 2021 | 2022 | 2023 | 2024 |

2001-ben a település lakosságának 99%-a magyar, 1%-a cigány nemzetiségűnek vallotta magát.
A 2011-es népszámlálás során a lakosok 85,5%-a magyarnak, 11,8% cigánynak, 0,6% németnek mondta magát (14,3% nem nyilatkozott; a kettős identitások miatt a végösszeg nagyobb lehet 100%-nál). A vallási megoszlás a következő volt: római katolikus 68,3%, református 0,7%, evangélikus 0,3%, görögkatolikus 0,4%, felekezeten kívüli 8,1% (21,8% nem nyilatkozott).
2022-ben a lakosság 90,3%-a vallotta magát magyarnak, 10,3% cigánynak, 0,3% németnek, 0,2% szlováknak, 1,6% egyéb, nem hazai nemzetiségűnek (9,4% nem nyilatkozott; a kettős identitások miatt a végösszeg nagyobb lehet 100%-nál). Vallásuk szerint 52% volt római katolikus, 1,1% református, 0,2% görög katolikus, 0,2% evangélikus, 1,6% egyéb keresztény, 6,2% felekezeten kívüli (38,8% nem válaszolt).

## Nevezetességei
Római katolikus templom: Építését 1742-ben kezdte Orczy István báró a régi templom helyén, Szent István király tiszteletére. Az egyhajós, torony nélküli barokk templom alatti kriptában nyugszik többek között báró Orczy István, aki hősi halált halt 1848. szeptember 21-én a délvidéki szerbek ellen vívott csatában.
Az 1960-as és 1966-os felméréskor 14 népi műemlék jellegű lakóházat írtak össze a faluban és egy borospincét 1840-es felirattal.
Az első és második világháborús emlékmű már 1945 előtt állt.